# أولمبياد الشطرنج ال15

شعار أولمبياد 1962

أولمبياد الشطرنج لعام 1962 المقامة في فارنا هي النسخة ال15 لأولمبياد الشطرنج. تنضم البطولة برعاية الإتحاد الدولي للشطرنج الذي ينظم العديد من الفعاليات لتعزيز شهرة الشطرنج حول العالم. أُقيمت البطولة بين ال 15 من أيلول و10 تشرين الأول في فارنا في بلغاريا.
الفريق السوفيتي المكون من ست أساتذة كبار بقيادة ميخائيل بوتفنيك كانوا الأوفر حظاً للفوز وبالفعل حققوا المدالية الذهبية لتكون السادسة على التوالي التي يفوز بها الاتحاد السوفيتي. وحصلت يوغسلافيا على الميدالية الفضية والأرجنتين على المدالية البرونزية.

## التقسيم
عدد الفرق المشاركة كانت 37، تم تقسيمها إلى أربعة مجموعات في كل مجموعة 8 إلى 10 فرق. أعلى ثلاث فرق من كل مجموعة يتاهل إلى النهائي A. الفرق في المراتب الرابعة والخامسة والسادسة من كل مجموعة تتاهل إلى النهائي B. وباقي الفرق تتاهل إلى النهائي C. كل المجموعات وفرق النهائي A وB لعبت بطريقة دورة روبن. بينما نهائي C بالنظام السويسري ب11 جولة.

## الفائزون
1. الاتحاد السوفيتي
2. يوغسلافيا
3. الأرجنتين
4. الولايات المتحدة
5. هنغاريا
6. بلغاريا
7. ألمانيا الغربية
8. ألمانيا الشرقية
9. رومانيا
10. تشيكوسلوفاكيا
11. هولندا
12. النمسا